# Броуди, Стив
Стив Броуди (англ. Steve Brodie), имя при рождении Джон Стивенс (англ. John Stephens), по другим источникам Джон Стивенсон (англ. John Stephenson) (21 ноября 1919 года — 9 января 1992 года) — американский актёр кино и телевидения, карьера которого охватила период 1940-80-х годов.
Более всего Броуди известен по вестернам, военным драмам и фильмам нуар 1940-50-х годов. Он, в частности, сыграл роли второго плана в таких значимых картинах, как фильмы нуар «Из прошлого» (1947) и «Перекрёстный огонь» (1947), вестерны «Винчестер 73» (1950) и «Далёкий край» (1954), военные драмы «Дом отважных» (1949), «Стальной шлем» (1951) и «Бунт на „Кейне“» (1954). Броуди также сыграл главные роли в фильмах «Отчаянный» (1947), «Мелкий игрок» (1951), «Шпион в небе!» (1958), «Поджог по заказу» (1959) и «Вторжение гигантских пауков» (1975).

## Ранние годы жизни и начало карьеры
Стив Броуди родился в Эльдорадо, штат Канзас, 25 ноября 1919 года, его имя при рождении — Джон Стивенс (в некоторых источниках — Джон Стивенсон). В детстве вместе с семьёй, включавшей пятерых братьев и сестёр, он переехал в Вичиту, Канзас, где окончил школу, после чего работал ассистентом профессионального гольфиста в одном из клубов. Некоторое время он намеревался избрать для себя юридическое поприще, но вскоре его интересы изменились. Как рассказывал сам актёр, однажды он спросил себя: «Какая профессия приносит тот же азарт, что и защита кого-либо в громком судебном процессе?», после чего решил стать актёром, так, по его мнению, «как юристы, так и актёры должны давать красивое представление» .
По словам историка кино Карэн Хэннсберри, существует две версии относительно того, как Броуди оказался в Голливуде. Согласно одной из них, первым контактом Броуди со сценой стала работа в хозяйственном отделе театра в соседнем городе Салайна. Летом он устроился в бродячий театр, где стал играть самые разные роли от мальчиков до стариков. Позднее в Спринг-Лейк, Мичиган, он вступил в постоянную театральную труппу, где стал специализироваться на ролях бандитов. Однако когда его театральная карьера забуксовала, он некоторое время работал нефтяником в Техасе и в Калифорнии, после чего вернулся в Вичиту, где с приближением Второй мировой войны устроился на авиационный завод сварщиком. К 1942 году он снова приехал в Калифорнию, где получил роль в одной из театральных постановок. На его способности обратили внимание скауты Metro-Goldwyn-Mayer, которые в феврале 1943 года подписали с ним контракт .
Как далее пишет Хэннсберри, согласно другой, более увлекательной версии, молодой человек, который в то время всё ещё носил имя Джон Стивенс, направился прямо в Нью-Йорк, где целый год ходил на прослушивания, которые заканчивались главным образом безрезультатно. Далее, как якобы рассказывал актёр, ему «пришла в голову идея — почему бы не взять себе имя, которые люди запомнят и возможно даже захотят употреблять». Тогда он и избрал для себя имя Стив Броуди, так звали реального держателя бара в Нью-Йорке, который утверждал, что в 1886 году прыгнул с Бруклинского моста в Ист-ривер и выжил, породив популярную фразу — «вытаскивая Броуди». Далее, по словам актёра, когда он в следующий раз пришёл на прослушивание, то сказал секретарю, что его зовут Стив Броуди. На вопрос, «не родственник ли он того парня, который спрыгнул с Бруклинского моста?», актёр ответил: «Да. Он мой дядя. И нас обоих считают паршивыми овцами в семье». Как далее рассказывает Броуди: «На следующее утро мне позвонили и сообщили, что я получил работу. Приглашения стали следовать одно за другим, и, в конце концов, однажды скаут MGM, который увидел мою игру на сцене, привёл меня в Голливуд» .

## Голливудская карьера в 1944-88 годах
Первоначально MGM отдала Броуди в аренду на студию Universal для съёмок в своём первом фильме «Отважные леди» (1944) о женской службе пилотов Военно-воздушных сил США с Лореттой Янг в главной роли. Затем он появился в эпизодической роли на Universal в зажигательной музыкальной комедии «Следуй за мальчиками» (1945), которая была предназначена для поддержки боевого духа военнослужащих. Броуди вновь сыграл эпизодическую роль в ставшую кассовым хитом военной драме «Тридцать секунд над Токио» (1944), в которой рассказывалось о бомбардировке Токио и Иокогамы во время Второй мировой войны. Наконец, Броуди появился на экране в увлекательном мюзикле «Поднять якоря» (1945) с участием Фрэнка Синатры и Джина Келли и военной мелодраме «Часы» (1945) с Джуди Гарланд.
После завершения контракта с MGM в 1945 году Броуди в течение года был фрилансером, а затем подписал контракт с RKO, где для актёра сложилась более комфортная атмосфера. Как рассказывал Броуди в интервью в 1984 года, «MGM был похож на фабрику, а RKO была как семья» . На новой студии Броуди поначалу играл преимущественно бандитов в вестернах категории В, включая такие фильмы, как «Территория плохого человека» (1946), «Проход на закате» (1946), «Кодекс Запада» (1947), «Улица преследования» (1947) и «Гора грома» (1947).
В этот же период Броуди сыграл роли в трёх классических фильмах нуар подряд. Первым среди них был фильм Энтони Манна «Отчаянный» (1947), в котором Броуди сыграл «одну из своих немногочисленных главных ролей в карьере», создав образ Стива Рэндалла, ветерана войны, который стал водителем собственного грузовика и недавно женился. Стив получает выгодный заказ от своего друга детства Уолта Рэдака (Рэймонд Бёрр), вскоре понимая, что его наняли перевозить награбленное, а его друг стал главарём преступной банды. Стив с женой пускается в бега, но его преследуют как Уолт со своей бандой, так и полиция. В конце концов, в решающей перестрелке Стиву удаётся убить Уолта и реабилитироваться перед властями . Журнал Variety назвал фильм «первоклассной гангстерской мелодрамой», отметив, что «Броуди не плох в качестве честного шофёра, который попадает в одну пробку за другой». По мнению современного кинокритика Денниса Шварца, «Броуди смотрится живо в роли невинного героя в бегах как от полиции, так и от преступной банды», а Майкл Кини отметил, что «Броуди отличен в роли горемычного героя войны, главными заботами которого являются его жена и ребёнок» . По мнению Дэвида Хогана, «Броуди был одним из тех бесцветных актёров, который как будто бы вовсе не играет. Поскольку он не обладает какой-либо особой актёрской техникой, вы никогда не поймаете его на том, что он играет, и фильм от этого только выигрывает» .
В центре внимания фильма нуар Роберта Сиодмака «Перекрёстный огонь» (1947) было расследование антисемитского убийства невинного еврея по имени Сэмуэльс. Броуди сыграл военнослужащего Флойда Бауэрса, в присутствии которого его армейский товарищ Монтгомери (Роберт Райан) забивает Самуэльса до смерти. Несмотря на обещание помалкивать, Флойд очевидно подавлен этим случаем, и в итоге Монтгомери убивает и его, повесив на галстуке. Позднее, когда ему говорят, что Флойд всё ещё жив, Монтгомери возвращается на место преступления, где его убивает полиция при попытке к бегству. Фильм добился успеха у критики, в частности, обозреватель Variety написал, что «это нелицеприятный фильм, детективные аспекты которого в принципе второстепенны по отношению к главной мысли о нетерпимости и расовых предрассудках». Босли Кроутер в «Нью-Йорк Таймс» положительно оценил игру Броуди, написав, что он, Роберт Митчем и Джордж Купер «каждый по-своему раскрыл образ приятелей» убийцы.
Как отметила Хэннсберри, фильм нуар Жака Турнёра «Из прошлого» (1947) «сегодня считается одним из определяющих фильмов всего направления». Главными персонажами в этом «сложном и захватывающем фильме с продолжительным флэшбеком» стали суровый частный детектив Джефф Бэйли (Роберт Митчем), его корыстный партнёр Джек Фишер (Броуди), безжалостный мафиози Уит Стерлинг (Кирк Дуглас) и его подружка Кэти Моффет (Джейн Грир), в которую Джефф влюбляется. По ходу фильма персонажи проходят через серию подстав и обманов, и все четверо гибнут. Персонаж Броуди погибает от рук Кэти, которая стреляет в него в тот момент, когда он сходится в жестокой драке с Джеффом . Среди множества достоинств картины критики особенно выделили отличный сценарий, режиссёрскую и операторскую работу, а также актёрскую игру Митчема, Дугласа и Грир, на фоне которой Броуди остался в тени.
Помимо этих фильмов, как отмечает Хэннсберри, Броуди «продолжил сниматься в потоке вестернов RKO», лучшими среди которых были «Станция Запад» (1948), остроумный и хорошо поставленный фильм с участием Дика Пауэлла и Джейн Грир, и «Возвращение плохих парней» (1948), который был сиквелом фильма «Территория плохого парня». В вестернах «Аризонский рейнджер» (1948), «Оружие ненависти» (1948) и «Братья в седле» (1949) он сыграл преступников, которые противостоят положительным героям в исполнении Тима Холта и Ричарда Мартина.
В мае 1948 года студию RKO купил олигарх Говард Хьюз, который уволил почти 700 сотрудников, среди которых оказался и Броуди. Неожиданный статус фрилансера мало изменил число фильмов, в которых играл Броуди, и в 1949 году он появился в девяти лентах. В низкобюджетной криминальной драме «Я обманул закон» (1949) он сыграл гангстера, которого оправдывают в убийстве, а в приключенческом экшне «Сокровища Монте-Кристо» (1949), современной трактовке истории о графе Монте-Кристо, актёр сыграл преступного адвоката из Сан-Франциско, пытающегося завладеть сокровищами графа Монте-Кристо через его потомка. В жёсткой психологической военной драме Марка Робсона «Дом отважных» (1949) Броуди создал убедительный портрет солдата-расиста, и, как отметил Босли Кроутер в «Нью-Йорк Таймс», «надлежащим образом показал бесстыдство бесчувственного, клевещущего капрала». Броуди появился также в низкобюджетном приключенческом экшне «Роза Юкона» (1949) в главной роли майора американской разведки, который выслеживает на Аляске дезертира, начавшего разработку уранового рудника с целью поставки урана зарубежной державе.
В 1950 году после съёмок в классическом вестерне Энтони Манна «Винчестер ‘73» (1950) с Джеймсом Стюартом в главной роли, и в скучной криминальной ленте «Великое ограбление самолёта», где он вновь сыграл злодея, Броуди вернулся к жанру нуар с фильмами «Ограбление инкассаторской машины» и «Распрощайся с завтрашним днём» .
Хэннсберри оценила «Ограбление инкассаторской машины» (1950) как «необоснованно игнорируемый нуаровый шедевр», построенный вокруг «блестящего ограбления инкассаторской машины около бейсбольного стадиона». Броуди был в этом фильме одним из грабителей по имени Мейпс, который увозит банду со стадиона. При этом он не доверяет своему главарю Первису (Уильям Тэлман), особенно когда тот решает передать долю убитого члена банды его вдове, которая является тайной любовницей Первиса. Когда полиция окружает логово бандитов, Первис сбегает со всеми деньгами, однако и Мейпсу удаётся скрыться на лодке. Позднее полиция хватает Мейпса, когда тот в поисках своей доли приходит в театр, где работает любовница Первиса. На допросе Мейпс рассказывает всё о преступлении и о банде, что позволяет полиции выйти на Первиса . Хотя основное внимание критики к себе привлекли исполнители главных ролей Чарльз Макгроу и Уильям Тэлман, тем не менее, высокой оценки удостоились и другие актёры, участвовавшие в «мастерски исполненном ограблении» .
После этой картины Броуди появился ещё в одном фильме нуар «Распрощайся с завтрашним днём» (1950) в роли радиотехника Джинкса, который под руководством сбежавшего из тюрьмы безжалостного гангстера (Джеймс Кэгни) участвует в шантаже двух коррумпированных копов в небольшом городке. Однако вскоре Джинкс понимает, что он не приемлет методы своего главаря, и пытается выйти из банды. Однако в итоге Джинкса задерживает полиция, и его судят вместе с другими преступниками. После выхода фильма на экраны, обозреватель «Нью-Йорк Таймс» не принял его «из-за рыков и оскалов, избиений, обманов и уничтожения», а Эдвин Шаллерт в Los Angeles Times, отметив Броуди как «одного из лучших», предупредил своих читателей, что «если после просмотра фильма вы сможете сказать, что он увлекательный, то этого будет вполне достаточно!» .
На следующий год Броуди сыграл в своём последнем фильме нуар «М» (1951), который был римейком классического фильма Фритца Ланга 1931 года, действие которого перенесено в современный Лос-Анджелес. В этом фильме, который рассказывает об охоте полиции и криминального мира на маньяка, убивающего маленьких девочек, Броуди сыграл одного из детективов, упорного лейтенанта, который, несмотря на тягу к силовым методам решения вопросов, находит решающую ниточку, с помощью которой удаётся вычислить маньяка. Фильм собрал позитивные отзывы, в частности, Филипп К. Шауэр из Los Angeles Times назвал его «провоцирующим и возбуждающим», а Лауэлл Е. Ридилингс написал в Hollywood Citizen-News, что «новая версия не утратила саспенса изначального фильма» , а игру Броуди журнал Variety называл «выдающейся» наряду с игрой других основных актёров. В том же году Броуди получил одну из главных ролей армейского лейтенанта в успешном экшне Сэмюэла Фуллера «Стальной шлем» (1951), действие которого происходит во время Корейской войны. Как отметил обозреватель Variety, Броуди наряду с другими ключевыми актёрами внёс свой вклад в создание атмосферы «сурового реализма» в этом фильме, а Босли Кроутер заключил, что Броуди «профессионально» сыграл роль лейтенанта.
C начала 1950-х годов Броуди стал много работать на телевидении, тем не менее, он находил время, чтобы продолжать съёмки в кино. В частности, он сыграл в биопике об известном сатирике и юмористе «История Уилла Роджерса» (1952), а также в историческом приключенческом фильме «Дама в железной маске» (1952), где был одним из трёх мушкетёров — Атосом. Год спустя он сыграл небольшую роль в популярном фантастическом хорроре «Чудовище с глубины 20 000 саженей» (1953), а также роль газетного фотографа, который шантажирует учёного, использовавшего в эксперименте мозг умершего миллионера, в фантастическом триллере «Мозг Донована» (1953). Броуди также выступил в небольших ролях солдат в вестернах «Только отважные» (1951) и «Атака на Фетер-ривер» (1953).
Как пишет Хэннсберри, в 1954 году Броуди сыграл небольшую роль старшины в первоклассной военно-морской драме «Бунт на „Кейне“» (1954) с Хамфри Богартом в роли психически нездорового капитана корабля. Затем последовали роли в отличном вестерне Энтони Манна «Далёкий край» (1955) с Джеймсом Стюартом и Рут Роман, «средненькой боксёрской драме» «Преступный круг» (1958), где Броуди играл прогрессивного спортивного журналиста, и «пустой боевик» «Поджог на заказ» (1959), в котором Броуди сыграл главную роль пожарного следователя.
С начала 1960-х годов кинокарьера актёра пошла на спад. Он появился в небольших ролях в двух фильмах с участием Элвиса Пресли, «Голубые Гавайи» (1961) и «Рабочий по найму» (1964), а также сыграл в трёх низкобюджетных фильмах ужасов — «Дикий мир бэтвумен» (1966), «Вторжение гигантских пауков» (1975) и «Остров Франкенштейна» (1981) .
Одну из своих последних ролей он сыграл в комедии «Девушки Магси» (1985) о соревновании по борьбе в грязи в женском общежитии, автором сценария, продюсером и режиссёром которой был сын Броуди Кевин. Последнее появление актёра на большом экране состоялось три года спустя в фильме «Волшебник скорости и времени» (1988), экстравагантном фильме о «снах и реальности, коррупции и идеализме», в котором он сыграл голливудского кинорежиссёра.

## Работа на телевидении в 1951-79 годах
С начала 1950-х годов Броуди расширил свой актёрский репертуар, включив в него телевидение. Вплоть до конца 1970-х годов Броуди играл гостевые роли во многих телесериалах, среди них «Приключения Дикого Билла Хикока» (1952-53), «Альфред Хичкок представляет» (1956-58), «Разыскивается живым или мёртвым» (1958-59), «Перри Мейсон» (1959-63), «Сыромятная плеть» (1960-63), «Депутат» (1960), «Дилижанс на запад» (1960-61), «Мэверик» (1961), «Шайенн» (1961-62), «Дымок из ствола» (1961-72), «Бонанза» (1963-68), «Деревенщина из Беверли-Хиллз» (1965) и «Женщина-полицейский» (1974-78). Броуди также сыграл роль шерифа в девяти эпизодах телесериала «Жизнь и житие Уайетта Эрпа» (1961-62) .

## Актёрское амплуа и оценка творчества
За время своей почти 50-летней экранной карьеры Стив Броуди появился в 80 фильмах и почти в 150 эпизодах различных телесериалов .
Броуди был крепким и сильным актёром, который, по словам «Лос-Анджелес Таймс», «сделал себе имя как надежный характерный актёр в вестернах, боевиках и фильмах нуар» 1940-60-х годов. На сайте Turner Classic Movies Броуди назван «надёжным исполнителем главных ролей в вестернах категории В и исполнителем ролей второго плана в многочисленных фильмах, где он работал с некоторыми из самых признанных жанровых режиссёров — Энтони Манном, Сэмюэлом Фуллером, Марком Робсоном и Жаком Турнёром». Историк кино Хэл Эриксон отметил, что Броуди «особенно процветал в энергичных „уличных“ ролях в фильмах 1950-х годов, главным образом, в вестернах». По словам Хэннсберри, хотя «более всего Броуди известен по ролям в вестернах и боевиках категории В», на рубеже 1940-50-х годов «он также снялся в шести первоклассных фильмах нуар» . Как она далее отмечает, Броуди редко играл главные роли, вместе с тем, ему удалось внести существенный вклад в такие значимые фильмы, как «Отчаянный», «Из прошлого» и «Дом отважных» . Броуди также сыграл в нескольких картинах, затрагивающих социальные проблемы, среди них «Перекрёстный огонь» и «Дом отважных». Однако, как указывает Эриксон, «в 1970-е годы экранная карьера Броуди в значительной степени была ограничена дешёвыми эксплуатационными фильмами».
Хэннсберри пишет, что «Броуди обладал умением создавать на экране самые разные образы, и его универсальный талант и искренность на экране обеспечили ему прочное место в анналах кино». Вместе с тем «он так и не стал звездой, хотя вполне бы мог достичь звёздного статуса». Как сказал его коллега и друг Уолтер Рид: «Я не думаю, что он был достаточно напорист, чтобы действительно стать чем-то крупным. Он не отдавал себе отчёта в том, насколько он хорош» .

## Скандалы
В конце 1950-х и начале 1960-х годов Броуди, которого однажды назвали человеком, который «всегда любит хорошо проводить время», попадал в новости по различным поводам, не связанным с кинематографом. В 1959 году некоторые его соседи подписали петицию, в которой перечислялось целый ряд жалоб на поведение актёра. В частности, отмечалось, что он часто по ночам включал электропилу, что он установил звукоусиливающие колонки на радио, которое включал по ночам на протяжении многих часов, и что с его участка доносились «постоянные крики, громкие голоса и смех», а также что игра в подкову, которой актёр развлекался с друзьями каждый уик-энд, «грохотала, как чугунолитейный завод». В итоге дело закончилось миром после того, как городской прокурор обязал стороны «постараться быть добрыми соседями» . Два года спустя Броуди въехал в припаркованную машину и был обвинён в вождении в пьяном виде. Актёр был признан виновным в суде и оштрафован на 226 долларов. Актёр снова попал в новости в 1966 году, когда его жена, Барбара подала на него в развод, утверждая, что он, выйдя из дома на минуту, регулярно исчезает на часы или даже дни.

## Личная жизнь
В 1946 году Броуди познакомился с 23-летней актрисой Луиз Эндрюс, которая в то время была замужем за певцом и киноактёром Дэвидом Стритом. После месячного бурного романа Броуди и Эндрюс сбежали в Тихуану, где поженились через шесть дней после аннулирования её брака со Стритом. Год спустя, в октябре 1947 года, они поженились повторно, на этот раз по церковному обряду. Тем не менее брак продержался недолго, и весной 1950 года они развелись. Осенью того же года Броуди женился повторно, на этот раз на Барбаре Сэвитт, вдове руководителя оркестра Джана Сэвитта. Два года спустя у них родился сын Кевин (который позднее стал актёром, сценаристом, режиссёром и продюсером), но и этот союз закончился разводом в 1966 году. В 1973 году Броуди женился в третий раз на Вирджинии Хефнер, и у них родился сын Шон. Этот брак продлился до смерти актёра в 1992 году.

## Смерть
Стив Броуди умер от рака пищевода 9 января 1992 года в больнице Вест-Хиллз, Лос-Анджелес. Ему было 72 года. У Броуди осталась жена Вирджиния, два сына и пять падчериц.

## Фильмография

### Кинематограф
- 1944 — Отважные леди / Ladies Courageous — человек на башне (в титрах не указан)
- 1944 — Следуя за парнями / Follow the Boys — австралийский пилот (в титрах не указан)
- 1944 — Тридцать секунд над Токио / Thirty Seconds Over Tokyo — капрал военной полиции (в титрах не указан)
- 1945 — Часы / The Clock — сержант (в титрах не указан)
- 1945 — Оно в чемодане! / It’s in the Bag! — привратник (в титрах не указан)
- 1945 — Поднять якоря / Anchors Aweigh — солдат (в титрах не указан)
- 1945 — Флот этого человека / This Man’s Navy — Тимтоти Джозеф Олоизиус «Тим» Шэннон
- 1945 — Малиновая канарейка / The Crimson Canary — Хиллари
- 1945 — Прогулка под солнцем / A Walk in the Sun — рядовой Джадсон
- 1946 — Молодая вдова / Young Widow — Уилли Мёрфи
- 1946 — Территория плохого человека / Badman’s Territory — Боб Дэлтон
- 1946 — Проход на закате / Sunset Pass — Слэгл
- 1946 — Криминальный суд / Criminal Court — Фрэнки Райт, брат Вика
- 1946 — Приключение Сокола / The Falcon’s Adventure — Бенни
- 1947 — Улица слежения / Trail Street — Мори
- 1947 — Кодекс Запада / Code of the West — подручный Мэтт Сондерс
- 1947 — Отчаянный / Desperate — Стив Рэндалл
- 1947 — Перекрестный огонь / Crossfire — Флойд
- 1947 — Гора грома / Thunder Mountain — Чик Джорт
- 1947 — Из прошлого / Out of the Past — Фишер
- 1948 — Аризонский рейнджер / The Arizona Ranger — Куирт Батлер
- 1948 — Орудия ненависти / Guns of Hate — Энс Морган
- 1948 — Возвращение плохих людей / Return of the Bad Men — Коул Янгер
- 1948 — Станция Вест / Station West — Стеллман
- 1948 — Телохранитель / Bodyguard — Фентон
- 1949 — Роза Юкона / Rose of the Yukon — майор Джеффри Барнетт
- 1949 — Братья в седле / Brothers in the Saddle — Стив Тэйлор
- 1949 — Похитители скота / Rustlers — Морт Уилер
- 1949 — Я обманул закон / I Cheated the Law — Фрэнк Бриколл
- 1949 — Дом отважных / Home of the Brave — Ти Джэй Эверетт
- 1949 — Смертельная река / Massacre River — Бйрк Кимбер
- 1949 — Сокровища Монте-Кристо / Treasure of Monte Cristo — Эрл Джексон
- 1949 — Большое колесо / The Big Wheel — Весёлый Ли
- 1949 — Трудное задание / Tough Assignment — босс Морган
- 1950 — Большое ограбление самолёта / The Great Plane Robbery — Мюррей
- 1950 — Ограбление инкассаторской машины / Armored Car Robbery — Эл Мэйпс
- 1950 — Это маленький мир / It’s a Small World — Чарли
- 1950 — Винчестер ’73 / Winchester '73 — Уэсли
- 1950 — Адмиралом была леди / The Admiral Was a Lady — Майк О’Халлоран, боксёр
- 1950 — Распрощайся с завтрашним днём / Kiss Tomorrow Goodbye — Джо «Джинкс» Рэйнор
- 1951 — Стальной шлем / The Steel Helmet — лейтенант Дрисколл
- 1951 — Меч Монте-Кристо / The Sword of Monte Cristo — сержант
- 1951 — Только отважные / Only the Valiant — боец Онстот
- 1951 — Сражающаяся береговая охрана / Fighting Coast Guard — «Ред» Тун
- 1951 — Мелкий игрок / Two Dollar Bettor — Рик Бауэрс, он же Рик Слейт
- 1951 — Джо Палука против троих / Joe Palooka in Triple Cross — Датч
- 1951 — М / М — лейтенант Беккер
- 1952 — Бал Табарин / Bal Tabarin — Джо Гоэн
- 1952 — Трое для спальни С / Three for Bedroom C — Конд Марлоу
- 1952 — Дама в железной маске / Lady in the Iron Mask — Атос
- 1952 — История Уилла Роджерса / The Story of Will Rogers — Дэйв Маршалл
- 1952 — Связанный с армией / Army Bound — Мэтт Холл
- 1953 — Белая молния / White Lightning — Лджек Монохан
- 1953 — Чудовище с глубины 20 000 саженей / The Beast from 20,000 Fathoms — сержант Лумис
- 1953 — Атака на Фэтер-ривер / The Charge at Feather River — рядовой Райан
- 1953 — Мозг Донована / Donovan’s Brain — Херби Йокум
- 1953 — Море потерянных кораблей / Sea of Lost Ships — лейтенант Роджерс
- 1954 — Бунт на «Кейне» / The Caine Mutiny — шеф Бадж
- 1954 — Далёкий край / The Far Country — Айвз
- 1955 — Призрачные тропы / Phantom Trails — Мэтт, преступник (хроника)
- 1956 — Башня жестокости / The Cruel Tower — Кэйси
- 1957 — Дуэль в Дюранго / Gun Duel in Durango — Джейк Данстен
- 1957 — Под огём / Under Fire — капитан Линн
- 1957 — Преступный круг / The Crooked Circle — Кен Купер
- 1958 — Шпион в небе! / Spy in the Sky! — Вик Кэбот
- 1958 — Барон Сьерры / Sierra Baron — Руфус Байнем
- 1959 — Поджог на заказ / Arson for Hire — инспектор пожарной команды Джон «Джонни» Бродерик
- 1959 — А вот и самолёты / Here Come the Jets — Логан
- 1960 — Трое пришли убить / Three Came to Kill — Дэйв Харрис
- 1961 — Голубые Гавайи / Blue Hawaii — Такер Гарви
- 1962 — Девушка по имени Тамико / A Girl Named Tamiko — Джеймс Хаттен
- 1963 — О любви и страсти / Of Love and Desire — Билл Мэкстон
- 1963 — Пуля для Билли Кида / A Bullet for Billy the Kid
- 1964 — Рабочий по найму / Roustabout — Фред
- 1966 — Дикий мир бэтвумен / The Wild World of Batwoman — Джим Флэнаган
- 1966 — Рай в гавайском стиле / Paradise, Hawaiian Style (в титрах не указан)
- 1969 — Дикари на мотоциклах / The Cycle Savages — полицейский детектив (в титрах не указан)
- 1975 — Вторжение гигантских пауков / The Giant Spider Invasion — доктор Вэнс
- 1981 — Остров Франкенштейна / Frankenstein Island — Джокко
- 1984 — Девушки Магси / Mugsy’s Girls — Джек Энофф
- 1988 — Повелитель скорости и времени / The Wizard of Speed and Time — Лакки Стрекер
- 1994 — Уайатт Эрп: Возвращение в Тумстоун / Wyatt Earp: Return to Tombstone — шериф Джон Биэн (хроника)

### Телевидение
- 1951-52 — Театр «Груэнн» / Gruen Guild Theatre (телесериал, 3 эпизода)
- 1951 — Звёзды над Голливудом / Stars Over Hollywood (телесериал, 1 эпизод)
- 1952-53 — Приключения Дикого Билла Хикока / The Adventures of Wild Bill Hickok (телесериал, 2 эпизода)
- 1952 — Театр «Шеффер» / Schaeffer Century Theatre (телесериал, 2 эпизода)
- 1952-53 — Витрина вашего ювелира / Your Jeweler’s Showcase (телесериал, 3 эпизода)
- 1952-57 — Театр звезд «Шлиц» / Schlitz Playhouse of Stars (телесериал, 3 эпизода)
- 1953 — Театр «Шеврон» / Chevron Theatre (телесериал, 2 эпизода)
- 1953 — Большой город / Big Town (телесериал, 1 эпизод)
- 1953 — Отряд Ракета / Racket Squad (телесериал, 1 эпизод)
- 1953-54 — Одинокий рейнджер / The Lone Ranger (телесериал, 3 эпизода)
- 1954-56 — Видеотеатр «Люкс» / Lux Video Theatre (телесериал, 4 эпизода)
- 1954 — Мистер и миссис Норт / Mr. & Mrs. North (телесериал, 2 эпизода)
- 1954 — Истории века / Stories of the Century (телесериал, 1 эпизод)
- 1954 — Общественный защитник / Public Defender (телесериал, 1 эпизод)
- 1954 — Ваша любимая история / Your Favorite Story (телесериал, 1 эпизод)
- 1954 — Театр «Пепси-кола» / The Pepsi-Cola Playhouse (телесериал, 1 эпизод)
- 1955 — Театр научной фантастики / Science Fiction Theatre (телесериал, 2 эпизода)
- 1955 — Кавалькада Америки / Cavalcade of America (телесериал, 1 эпизод)
- 1955-56 — Театр Дэймона Раниона / Damon Runyon Theatre (телесериал, 2 эпизода)
- 1955 — Первая студия / Studio One (телесериал, 1 эпизод)
- 1956 — Театр знаменитостей / Celebrity Playhouse (телесериал, 2 эпизода)
- 1956 — Студия 57 / Studio 57 (телесериал, 1 эпизод)
- 1956-58 — Альфред Хичкок представляет / Alfred Hitchcock Presents (телесериал, 4 эпизода)
- 1956 — Первый ряд в центре / First Row Centre (телесериал, 1 эпизод)
- 1956 — Миллионер / The Millionaire (телесериал, 2 эпизода)
- 1956 — Перекрёсток / Crossroads (телесериал, 2 эпизода)
- 1957 — Шугарфут / Sugarfoot (телесериал, 1 эпизод)
- 1958 — Военно-морской журнал / Navy Log (телесериал, 1 эпизод)
- 1958 — Выслеживание / Trackdown (телесериал, 1 эпизод)
- 1958-59 — Разыскивается живым или мёртвым / Wanted: Dead or Alive (телесериал, 3 эпизода)
- 1958 — Кульминация / Climax! (телесериал, 1 эпизод)
- 1958 — Приключения Оззи и Харриет / The Adventures of Ozzie & Harriet (телесериал, 1 эпизод)
- 1958 — Тихая служба / The Silent Service (телесериал, 1 эпизод)
- 1958 — Семья Фишеров / The Fisher Family (телесериал, 1 эпизод)
- 1958 — Паника! / Panic! (телесериал, 1 эпизод)
- 1959 — Суровые всадники / Rough Raiders (телесериал, 1 эпизод)
- 1959 — Шоу «Дюпон» с Джун Эллисон / The DuPont Show with June Allyson (телесериал, 1 эпизод)
- 1959-63 — Сансет-Стрип, 77 / 77 Sunset Strip (телесериал, 2 эпизода)
- 1959 — Шоу Дэвида Найвена / David Niven Show (телесериал, 1 эпизод)
- 1959 — Человек с камерой / Man with a Camera (телесериал, 1 эпизод)
- 1959 — Ричард Даймонд, частный детектив / Richard Diamond, Private Eye (телесериал, 1 эпизод)
- 1959-63 — Перри Мейсон / Perry Mason (телесериал, 3 эпизода)
- 1959 — Бикон стрит, 21 / 21 Beacon Street (телесериал, 1 эпизод)
- 1960 — Не для найма / Not for Hire (телесериал, 2 эпизода)
- 1960 — Канат / Tightrope (телесериал, 1 эпизод)
- 1960 — Кольт 45 калибра / Colt .45 (телесериал, 1 эпизод)
- 1960-63 — Сыромятная плеть / Rawhide (телесериал, 3 эпизода)
- 1960 — Братья Браннаган / The Brothers Brannagan (телесериал, 1 эпизод)
- 1960 — Депутат / The Deputy (телесериал, 1 эпизод)
- 1960 — Жители Аляски / Alaskans (телесериал, 1 эпизод)
- 1960-61 — Жизнь и житие Уайатта Эрпа / The Life and Legend of Wyatt Earp (телесериал, 9 эпизодов)
- 1960 — Триллер / Thriller (телесериал, 1 эпизод)
- 1960-61 — Дилижанс на Запад / Stagecoach West (телесериал, 2 эпизода)
- 1960 — Пони экспресс / Pony Express (телесериал, 1 эпизод)
- 1961 — Сёрфсайд 6 / Surfside 6 (телесериал, 1 эпизод)
- 1961-62 — Эверглейдс / Everglades (телесериал, 6 эпизодов)
- 1961 — Истории Уэллс Фарго / Tales of Wells Fargo (телесериал, 1 эпизод)
- 1961 — Таллахасси 7000 / Tallahassee (телесериал, 1 эпизод)
- 1961-72 — Дымок из ствола / Gunsmoke (телесериал, 2 эпизода)
- 1961 — Мэверик / Maverick (телесериал, 2 эпизода)
- 1961 — Бронко / Bronco (телесериал, 1 эпизод)
- 1961 — Американцы / Americans (телесериал, 1 эпизод)
- 1961 — Асфальтовые джунгли / Asphalt Jungle (телесериал, 1 эпизод)
- 1961-62 — Шайенн / Cheyenne (телесериал, 2 эпизода)
- 1962 — Идти своим путём / Going My Way (телесериал, 1 эпизод)
- 1962 — Широкий край / Wide Country (телесериал, 1 эпизод)
- 1962 — Ларами / Laramie (телесериал, 1 эпизод)
- 1962 — Гавайский глаз / Hawaiian Eye (телесериал, 1 эпизод)
- 1963 — Дакотцы / Dakotas (телесериал, 1 эпизод)
- 1963-68 — Бонанза / Bonanza (телесериал, 3 эпизода)
- 1963 — Вытяжной трос / Ripcord (телесериал, 1 эпизод)
- 1963 — Виргинцы / The Virginian (телесериал, 1 эпизод)
- 1964-68 — Лэсси / Lassie (телесериал, 3 эпизода)
- 1964 — Маленький бродяжка / The Littlest Hobo (телесериал, 1 эпизод)
- 1964 — Арест и судебное разбирательство / Arrest and Trial (телесериал, 1 эпизод)
- 1964 — Дни в долине смерти / Death Valley Days (телесериал, 1 эпизод)
- 1965 — Деревенщина из Беверли-Хиллз / The Beverly Hillbillies (телесериал, 1 эпизод)
- 1965 — Правосудие Берка / Burke’s Law (телесериал, 1 эпизод)
- 1966 — Человек по имени Шеннандоа / A Man Called Shenandoah (телесериал, 1 эпизод)
- 1966 — Дактари / Daktari (телесериал, 2 эпизода)
- 1967 — Дэниэл Бун / Daniel Boone (телесериал, 1 эпизод)
- 1972 — Семья Смитов / The Smith Family (телесериал, 1 эпизод)
- 1974-78 — Женщина-полицейский / Police Woman (телесериал, 2 эпизода)
- 1975-78 — Полицейская история / Police Story (телесериал, 2 эпизода)
- 1978 — Калифорнийский дорожный патруль / CHiPs (телесериал, 2 эпизода)
- 1979 — Как был завоеван запад / How the West Was Won (мини-сериал)